# Urszula Rembisz
Urszula Barbara Rembisz (ur. 16 sierpnia 1939 w Bytomiu, zm. 11 listopada 2020 w Cieszynie) – polska nauczycielka, poseł na Sejm PRL V kadencji.

## Życiorys
Córka Józefa i Łucji. Uzyskała wykształcenie wyższe niepełne. Pracowała jako nauczycielka w szkole podstawowej w Bytomiu. W 1969 uzyskała mandat posła na Sejm PRL w okręgu Bytom. Zasiadała w Komisji Kultury i Sztuki.